# فولكر فرايد
فولكر فرايد (بالألمانية: Volker Fried)‏ هو لاعب هوكي الحقل ألماني، ولد في 1 فبراير 1961 في أوسنابروك في ألمانيا.

## وصلات خارجية
- فولكر فرايد على موقع اللجنة الأولمبية الدولية (الإنجليزية)
- فولكر فرايد على موقع أوليمبيديا (الإنجليزية)